# Eleições legislativas de 2011 em Braga

## Resultados Oficiais
| Partido                 | Partido                        | Votos   | %               | +/-   |
| ----------------------- | ------------------------------ | ------- | --------------- | ----- |
|                         | Partido Social Democrata       | 37 139  | 37,20 / 100,00  | 8,24  |
|                         | Partido Socialista             | 29 800  | 29,85 / 100,00  | 9,29  |
|                         | CDS – Partido Popular          | 11 221  | 11,24 / 100,00  | 2,24  |
|                         | Coligação Democrática Unitária | 7 312   | 7,32 / 100,00   | 0,61  |
|                         | Bloco de Esquerda              | 5 984   | 5,99 / 100,00   | 4,58  |
|                         | PCTP/MRPP                      | 1 031   | 1,03 / 100,00   | 0,11  |
|                         | Outros                         | 3 138   | 3,16 / 100,00   |       |
| Votos Inválidos         | Votos Inválidos                | 4 211   | 4,22 / 100,00   | 1,73  |
| Total                   | Total                          | 99 836  | 100,00 / 100,00 |       |
| Eleitorado/Participação | Eleitorado/Participação        | 154 561 | 64,59 / 100,00  | 2,52  |
| Fonte                   | Fonte                          | [ 1 ]   | [ 1 ]           | [ 1 ] |

## Resultados por Freguesia
Os resultados seguintes referem-se aos partidos que obtiveram mais de 1,00% dos votos:
| Freguesia                    | %     | %     | %     | %     | %    | %    | Votantes |
| Freguesia                    | PSD   | PS    | CDS   | CDU   | BE   | PCTP | Votantes |
| ---------------------------- | ----- | ----- | ----- | ----- | ---- | ---- | -------- |
| Adaúfe                       | 33,72 | 36,27 | 10,03 | 5,63  | 5,38 | 1,27 | 2 043    |
| Arcos                        | 34,64 | 36,26 | 8,78  | 7,39  | 5,08 | 1,39 | 433      |
| Arentim                      | 35,27 | 39,81 | 8,62  | 3,92  | 3,45 | 1,88 | 638      |
| Aveleda                      | 35,95 | 33,07 | 8,31  | 6,13  | 5,05 | 1,01 | 1 288    |
| Braga - Cividade             | 45,52 | 23,58 | 12,42 | 7,22  | 5,49 | 0,58 | 1 039    |
| Braga - Maximinos            | 33,88 | 28,61 | 12,65 | 9,86  | 6,73 | 1,06 | 4 726    |
| Braga - S. João do Souto     | 52,04 | 19,12 | 14,51 | 3,01  | 5,84 | 0,18 | 565      |
| Braga - S. José de S. Lázaro | 39,57 | 26,00 | 13,12 | 7,68  | 6,61 | 0,85 | 8 043    |
| Braga - São Vicente          | 36,06 | 27,10 | 12,84 | 9,51  | 7,00 | 1,01 | 6 517    |
| Braga - São Victor           | 38,76 | 26,48 | 12,44 | 7,81  | 7,00 | 0,83 | 13 861   |
| Braga - Sé                   | 31,01 | 31,26 | 11,09 | 11,80 | 7,06 | 1,27 | 2 831    |
| Cabreiros                    | 35,95 | 34,18 | 13,06 | 5,89  | 3,34 | 1,28 | 1 018    |
| Celeirós                     | 33,93 | 36,73 | 7,39  | 8,36  | 5,50 | 0,97 | 1 854    |
| Crespos                      | 42,11 | 32,33 | 7,89  | 3,38  | 4,14 | 0,94 | 532      |
| Cunha                        | 31,27 | 42,38 | 9,30  | 4,13  | 3,36 | 0,52 | 387      |
| Dume                         | 31,59 | 35,18 | 9,98  | 8,61  | 6,02 | 1,48 | 1 893    |
| Escudeiros                   | 39,01 | 34,71 | 9,26  | 4,13  | 3,80 | 0,99 | 605      |
| Espinho                      | 41,05 | 29,96 | 11,23 | 5,83  | 3,88 | 1,66 | 721      |
| Esporões                     | 38,84 | 26,54 | 14,88 | 4,32  | 5,60 | 1,10 | 1 089    |
| Este São Mamede              | 38,73 | 30,08 | 9,86  | 5,23  | 5,23 | 1,31 | 994      |
| Este São Pedro               | 37,14 | 31,98 | 10,87 | 5,56  | 5,00 | 1,67 | 1 260    |
| Ferreiros                    | 33,07 | 32,72 | 10,11 | 7,82  | 7,10 | 1,52 | 4 016    |
| Figueiredo                   | 45,02 | 30,54 | 8,23  | 3,19  | 3,98 | 1,06 | 753      |
| Fradelos                     | 47,94 | 27,90 | 8,84  | 2,95  | 3,73 | 0,98 | 509      |
| Fraião                       | 43,66 | 24,17 | 13,90 | 3,93  | 6,45 | 0,60 | 1 986    |
| Frossos                      | 31,67 | 30,12 | 13,51 | 5,77  | 9,55 | 0,77 | 1 162    |
| Gondizalves                  | 39,61 | 29,15 | 8,73  | 7,87  | 6,89 | 1,11 | 813      |
| Gualtar                      | 41,27 | 29,84 | 9,22  | 6,77  | 5,20 | 0,78 | 2 808    |
| Guisande                     | 34,84 | 39,02 | 8,71  | 4,53  | 3,14 | 0,70 | 287      |
| Lamaçães                     | 39,81 | 25,42 | 13,76 | 6,36  | 6,51 | 0,74 | 1 904    |
| Lamas                        | 44,21 | 27,47 | 12,02 | 3,65  | 2,58 | 0,86 | 466      |
| Lomar                        | 35,79 | 31,78 | 8,94  | 7,63  | 6,59 | 1,24 | 3 065    |
| Merelim São Paio             | 27,28 | 38,57 | 7,64  | 15,08 | 5,05 | 0,84 | 1 426    |
| Merelim São Pedro            | 35,15 | 32,55 | 11,07 | 4,70  | 5,20 | 1,43 | 1 192    |
| Mire de Tibães               | 31,33 | 38,77 | 8,86  | 7,17  | 4,80 | 1,08 | 1 478    |
| Morreira                     | 43,43 | 27,97 | 11,65 | 3,18  | 3,81 | 0    | 472      |
| Navarra                      | 37,21 | 33,72 | 10,47 | 2,33  | 4,65 | 1,55 | 258      |
| Nogueira                     | 35,65 | 30,18 | 12,01 | 6,83  | 6,28 | 1,00 | 3 790    |
| Nogueiró                     | 44,08 | 20,57 | 14,79 | 7,01  | 5,42 | 0,53 | 1 697    |
| Oliveira São Pedro           | 39,94 | 32,47 | 11,49 | 4,31  | 3,74 | 0,29 | 348      |
| Padim da Graça               | 38,19 | 36,25 | 5,05  | 7,58  | 3,79 | 0,68 | 1 029    |
| Palmeira                     | 35,99 | 31,11 | 11,44 | 6,33  | 6,11 | 1,26 | 3 095    |
| Panóias                      | 26,84 | 40,59 | 7,61  | 10,01 | 5,87 | 1,34 | 749      |
| Parada de Tibães             | 39,18 | 30,93 | 12,37 | 6,01  | 3,61 | 1,03 | 582      |
| Passos São Julião            | 44,34 | 27,48 | 12,93 | 3,00  | 1,85 | 1,15 | 433      |
| Pedralva                     | 41,26 | 31,02 | 11,50 | 4,72  | 2,20 | 1,57 | 635      |
| Penso Santo Estêvão          | 43,73 | 29,39 | 12,90 | 1,43  | 3,23 | 0,36 | 279      |
| Penso São Vicente            | 30,74 | 38,52 | 6,23  | 7,39  | 4,67 | 0,39 | 257      |
| Pousada                      | 44,41 | 30,07 | 7,34  | 2,45  | 5,24 | 1,05 | 286      |
| Priscos                      | 45,61 | 25,06 | 13,18 | 4,65  | 4,01 | 1,03 | 774      |
| Real                         | 31,73 | 31,50 | 10,76 | 9,89  | 6,99 | 1,30 | 3 549    |
| Ruilhe                       | 34,86 | 26,53 | 11,39 | 10,69 | 3,47 | 1,53 | 720      |
| Santa Lucrécia de Algeriz    | 26,43 | 42,99 | 9,87  | 2,55  | 6,69 | 1,91 | 314      |
| Semelhe                      | 38,58 | 31,67 | 10,36 | 5,76  | 4,41 | 1,15 | 521      |
| Sequeira                     | 38,08 | 32,35 | 7,33  | 6,40  | 5,14 | 1,52 | 1 187    |
| Sobreposta                   | 45,25 | 24,07 | 12,93 | 4,13  | 3,03 | 0,69 | 727      |
| Tadim                        | 39,72 | 32,09 | 8,26  | 7,17  | 4,36 | 1,25 | 642      |
| Tebosa                       | 38,11 | 42,83 | 6,19  | 3,75  | 2,61 | 0,98 | 614      |
| Tenões                       | 38,31 | 26,79 | 11,05 | 8,34  | 6,93 | 1,06 | 851      |
| Trandeiras                   | 46,52 | 27,44 | 12,13 | 3,58  | 3,78 | 1,19 | 503      |
| Vilaça                       | 45,16 | 29,76 | 5,88  | 4,33  | 6,06 | 0,87 | 578      |
| Vimieiro                     | 39,38 | 34,81 | 8,60  | 3,23  | 6,45 | 0,67 | 744      |
| Braga                        | 37,20 | 29,85 | 11,24 | 7,32  | 5,99 | 1,03 | 99 836   |

#### Adaúfe
| Partido                 | Partido                        | Votos | %               | +/-   |
| ----------------------- | ------------------------------ | ----- | --------------- | ----- |
|                         | Partido Socialista             | 741   | 36,27 / 100,00  | 10,25 |
|                         | Partido Social Democrata       | 689   | 33,72 / 100,00  | 6,68  |
|                         | CDS – Partido Popular          | 205   | 10,03 / 100,00  | 2,48  |
|                         | Coligação Democrática Unitária | 115   | 5,63 / 100,00   | 0,93  |
|                         | Bloco de Esquerda              | 110   | 5,38 / 100,00   | 3,28  |
|                         | PCTP/MRPP                      | 26    | 1,27 / 100,00   | 0,02  |
|                         | Outros                         | 66    | 3,23 / 100,00   |       |
| Votos Inválidos         | Votos Inválidos                | 91    | 4,46 / 100,00   | 2,11  |
| Total                   | Total                          | 2 043 | 100,00 / 100,00 |       |
| Eleitorado/Participação | Eleitorado/Participação        | 3 729 | 54,79 / 100,00  | 3,12  |

#### Arcos
| Partido                 | Partido                        | Votos | %               | +/-  |
| ----------------------- | ------------------------------ | ----- | --------------- | ---- |
|                         | Partido Socialista             | 157   | 36,26 / 100,00  | 8,43 |
|                         | Partido Social Democrata       | 150   | 34,64 / 100,00  | 7,87 |
|                         | CDS – Partido Popular          | 38    | 8,78 / 100,00   | 2,59 |
|                         | Coligação Democrática Unitária | 32    | 7,39 / 100,00   | 0,97 |
|                         | Bloco de Esquerda              | 22    | 5,08 / 100,00   | 5,32 |
|                         | PCTP/MRPP                      | 6     | 1,39 / 100,00   | 0,73 |
|                         | Outros                         | 14    | 3,23 / 100,00   |      |
| Votos Inválidos         | Votos Inválidos                | 14    | 3,23 / 100,00   | 0,79 |
| Total                   | Total                          | 433   | 100,00 / 100,00 |      |
| Eleitorado/Participação | Eleitorado/Participação        | 641   | 67,55 / 100,00  | 4,31 |

#### Arentim
| Partido                 | Partido                        | Votos | %               | +/-   |
| ----------------------- | ------------------------------ | ----- | --------------- | ----- |
|                         | Partido Socialista             | 254   | 39,81 / 100,00  | 10,69 |
|                         | Partido Social Democrata       | 225   | 35,27 / 100,00  | 8,53  |
|                         | CDS – Partido Popular          | 55    | 8,62 / 100,00   | 0,80  |
|                         | Coligação Democrática Unitária | 25    | 3,92 / 100,00   | 0,92  |
|                         | Bloco de Esquerda              | 22    | 3,45 / 100,00   | 3,09  |
|                         | PCTP/MRPP                      | 12    | 1,88 / 100,00   | 0,88  |
|                         | Outros                         | 16    | 2,51 / 100,00   |       |
| Votos Inválidos         | Votos Inválidos                | 29    | 4,54 / 100,00   | 3,41  |
| Total                   | Total                          | 638   | 100,00 / 100,00 |       |
| Eleitorado/Participação | Eleitorado/Participação        | 867   | 73,59 / 100,00  | 3,24  |

#### Aveleda
| Partido                 | Partido                        | Votos | %               | +/-   |
| ----------------------- | ------------------------------ | ----- | --------------- | ----- |
|                         | Partido Social Democrata       | 463   | 35,95 / 100,00  | 8,29  |
|                         | Partido Socialista             | 426   | 33,07 / 100,00  | 10,56 |
|                         | CDS – Partido Popular          | 107   | 8,31 / 100,00   | 1,54  |
|                         | Coligação Democrática Unitária | 79    | 6,13 / 100,00   | 0,86  |
|                         | Bloco de Esquerda              | 65    | 5,05 / 100,00   | 3,10  |
|                         | PCTP/MRPP                      | 13    | 1,01 / 100,00   | 0,43  |
|                         | Outros                         | 60    | 4,66 / 100,00   |       |
| Votos Inválidos         | Votos Inválidos                | 75    | 5,82 / 100,00   | 2,52  |
| Total                   | Total                          | 1 288 | 100,00 / 100,00 |       |
| Eleitorado/Participação | Eleitorado/Participação        | 1 935 | 66,56 / 100,00  | 3,47  |

#### Braga - Cividade
| Partido                 | Partido                        | Votos | %               | +/-  |
| ----------------------- | ------------------------------ | ----- | --------------- | ---- |
|                         | Partido Social Democrata       | 473   | 45,52 / 100,00  | 4,80 |
|                         | Partido Socialista             | 245   | 23,58 / 100,00  | 5,14 |
|                         | CDS – Partido Popular          | 129   | 12,42 / 100,00  | 3,19 |
|                         | Coligação Democrática Unitária | 75    | 7,22 / 100,00   | 1,50 |
|                         | Bloco de Esquerda              | 57    | 5,49 / 100,00   | 5,41 |
|                         | Outros                         | 30    | 2,89 / 100,00   |      |
| Votos Inválidos         | Votos Inválidos                | 30    | 2,89 / 100,00   | 0,77 |
| Total                   | Total                          | 1 039 | 100,00 / 100,00 |      |
| Eleitorado/Participação | Eleitorado/Participação        | 1 468 | 70,78 / 100,00  | 0,41 |

#### Braga - Maximinos
| Partido                 | Partido                        | Votos | %               | +/-  |
| ----------------------- | ------------------------------ | ----- | --------------- | ---- |
|                         | Partido Social Democrata       | 1 601 | 33,88 / 100,00  | 6,42 |
|                         | Partido Socialista             | 1 352 | 28,61 / 100,00  | 7,62 |
|                         | CDS – Partido Popular          | 598   | 12,65 / 100,00  | 2,70 |
|                         | Coligação Democrática Unitária | 466   | 9,86 / 100,00   | 1,42 |
|                         | Bloco de Esquerda              | 318   | 6,73 / 100,00   | 4,98 |
|                         | PCTP/MRPP                      | 50    | 1,06 / 100,00   | 0,09 |
|                         | Outros                         | 157   | 3,32 / 100,00   |      |
| Votos Inválidos         | Votos Inválidos                | 184   | 3,89 / 100,00   | 1,05 |
| Total                   | Total                          | 4 726 | 100,00 / 100,00 |      |
| Eleitorado/Participação | Eleitorado/Participação        | 7 679 | 61,54 / 100,00  | 2,75 |

#### Braga - São João do Souto
| Partido                 | Partido                               | Votos | %               | +/-  |
| ----------------------- | ------------------------------------- | ----- | --------------- | ---- |
|                         | Partido Social Democrata              | 294   | 52,04 / 100,00  | 7,03 |
|                         | Partido Socialista                    | 108   | 19,12 / 100,00  | 6,25 |
|                         | CDS – Partido Popular                 | 82    | 14,51 / 100,00  | 2,24 |
|                         | Bloco de Esquerda                     | 33    | 5,84 / 100,00   | 3,00 |
|                         | Coligação Democrática Unitária        | 17    | 3,01 / 100,00   | 0,75 |
|                         | Partido pelos Animais e pela Natureza | 6     | 1,06 / 100,00   | Novo |
|                         | Outros                                | 12    | 2,12 / 100,00   |      |
| Votos Inválidos         | Votos Inválidos                       | 13    | 2,30 / 100,00   | 0,33 |
| Total                   | Total                                 | 565   | 100,00 / 100,00 |      |
| Eleitorado/Participação | Eleitorado/Participação               | 841   | 67,18 / 100,00  | 1,47 |

#### Braga - São José de São Lázaro
| Partido                 | Partido                        | Votos  | %               | +/-  |
| ----------------------- | ------------------------------ | ------ | --------------- | ---- |
|                         | Partido Social Democrata       | 3 183  | 39,57 / 100,00  | 8,42 |
|                         | Partido Socialista             | 2 091  | 26,00 / 100,00  | 7,84 |
|                         | CDS – Partido Popular          | 1 055  | 13,12 / 100,00  | 2,68 |
|                         | Coligação Democrática Unitária | 618    | 7,68 / 100,00   | 0,85 |
|                         | Bloco de Esquerda              | 532    | 6,61 / 100,00   | 6,05 |
|                         | Outros                         | 301    | 3,73 / 100,00   |      |
| Votos Inválidos         | Votos Inválidos                | 263    | 3,27 / 100,00   | 0,97 |
| Total                   | Total                          | 8 043  | 100,00 / 100,00 |      |
| Eleitorado/Participação | Eleitorado/Participação        | 12 397 | 64,88 / 100,00  | 1,94 |

#### Braga - São Vicente
| Partido                 | Partido                        | Votos  | %               | +/-  |
| ----------------------- | ------------------------------ | ------ | --------------- | ---- |
|                         | Partido Social Democrata       | 2 350  | 36,06 / 100,00  | 7,92 |
|                         | Partido Socialista             | 1 766  | 27,10 / 100,00  | 8,17 |
|                         | CDS – Partido Popular          | 837    | 12,84 / 100,00  | 3,08 |
|                         | Coligação Democrática Unitária | 620    | 9,51 / 100,00   | 1,60 |
|                         | Bloco de Esquerda              | 456    | 7,00 / 100,00   | 6,54 |
|                         | PCTP/MRPP                      | 66     | 1,01 / 100,00   | 0,19 |
|                         | Outros                         | 153    | 2,34 / 100,00   |      |
| Votos Inválidos         | Votos Inválidos                | 269    | 4,13 / 100,00   | 1,46 |
| Total                   | Total                          | 6 517  | 100,00 / 100,00 |      |
| Eleitorado/Participação | Eleitorado/Participação        | 10 312 | 63,20 / 100,00  | 1,77 |

#### Braga - São Victor
| Partido                 | Partido                        | Votos  | %               | +/-  |
| ----------------------- | ------------------------------ | ------ | --------------- | ---- |
|                         | Partido Social Democrata       | 5 373  | 38,76 / 100,00  | 8,21 |
|                         | Partido Socialista             | 3 671  | 26,48 / 100,00  | 8,33 |
|                         | CDS – Partido Popular          | 1 724  | 12,44 / 100,00  | 2,92 |
|                         | Coligação Democrática Unitária | 1 083  | 7,81 / 100,00   | 0,66 |
|                         | Bloco de Esquerda              | 970    | 7,00 / 100,00   | 5,68 |
|                         | Outros                         | 498    | 3,59 / 100,00   |      |
| Votos Inválidos         | Votos Inválidos                | 542    | 3,91 / 100,00   | 1,47 |
| Total                   | Total                          | 13 861 | 100,00 / 100,00 |      |
| Eleitorado/Participação | Eleitorado/Participação        | 22 888 | 60,56 / 100,00  | 2,86 |

#### Braga - Sé
| Partido                 | Partido                        | Votos | %               | +/-  |
| ----------------------- | ------------------------------ | ----- | --------------- | ---- |
|                         | Partido Socialista             | 885   | 31,26 / 100,00  | 5,30 |
|                         | Partido Social Democrata       | 878   | 31,01 / 100,00  | 6,13 |
|                         | Coligação Democrática Unitária | 334   | 11,80 / 100,00  | 0,53 |
|                         | CDS – Partido Popular          | 314   | 11,09 / 100,00  | 2,15 |
|                         | Bloco de Esquerda              | 200   | 7,06 / 100,00   | 6,02 |
|                         | PCTP/MRPP                      | 36    | 1,27 / 100,00   | 0,10 |
|                         | Outros                         | 71    | 2,50 / 100,00   |      |
| Votos Inválidos         | Votos Inválidos                | 113   | 3,99 / 100,00   | 1,83 |
| Total                   | Total                          | 2 831 | 100,00 / 100,00 |      |
| Eleitorado/Participação | Eleitorado/Participação        | 4 378 | 64,66 / 100,00  | 2,42 |

#### Cabreiros
| Partido                 | Partido                        | Votos | %               | +/-   |
| ----------------------- | ------------------------------ | ----- | --------------- | ----- |
|                         | Partido Social Democrata       | 366   | 35,95 / 100,00  | 9,54  |
|                         | Partido Socialista             | 348   | 34,18 / 100,00  | 10,99 |
|                         | CDS – Partido Popular          | 133   | 13,06 / 100,00  | 0,42  |
|                         | Coligação Democrática Unitária | 60    | 5,89 / 100,00   | 0,70  |
|                         | Bloco de Esquerda              | 34    | 3,34 / 100,00   | 1,94  |
|                         | PCTP/MRPP                      | 13    | 1,28 / 100,00   | 0,37  |
|                         | Outros                         | 27    | 2,66 / 100,00   |       |
| Votos Inválidos         | Votos Inválidos                | 37    | 3,64 / 100,00   | 1,82  |
| Total                   | Total                          | 1 018 | 100,00 / 100,00 |       |
| Eleitorado/Participação | Eleitorado/Participação        | 1 571 | 64,80 / 100,00  | 3,36  |

#### Celeirós
| Partido                 | Partido                        | Votos | %               | +/-   |
| ----------------------- | ------------------------------ | ----- | --------------- | ----- |
|                         | Partido Socialista             | 681   | 36,73 / 100,00  | 10,53 |
|                         | Partido Social Democrata       | 629   | 33,93 / 100,00  | 10,89 |
|                         | Coligação Democrática Unitária | 155   | 8,36 / 100,00   | 0,66  |
|                         | CDS – Partido Popular          | 137   | 7,39 / 100,00   | 0,78  |
|                         | Bloco de Esquerda              | 102   | 5,50 / 100,00   | 3,95  |
|                         | Outros                         | 67    | 3,62 / 100,00   |       |
| Votos Inválidos         | Votos Inválidos                | 83    | 4,48 / 100,00   | 2,36  |
| Total                   | Total                          | 1 854 | 100,00 / 100,00 |       |
| Eleitorado/Participação | Eleitorado/Participação        | 2 956 | 62,72 / 100,00  | 4,64  |

#### Crespos
| Partido                 | Partido                        | Votos | %               | +/-   |
| ----------------------- | ------------------------------ | ----- | --------------- | ----- |
|                         | Partido Social Democrata       | 224   | 42,11 / 100,00  | 12,99 |
|                         | Partido Socialista             | 172   | 32,33 / 100,00  | 17,76 |
|                         | CDS – Partido Popular          | 42    | 7,89 / 100,00   | 1,48  |
|                         | Bloco de Esquerda              | 22    | 4,14 / 100,00   | 1,75  |
|                         | Coligação Democrática Unitária | 18    | 3,38 / 100,00   | 0,09  |
|                         | Movimento Esperança Portugal   | 6     | 1,13 / 100,00   | 0,61  |
|                         | Partido Trabalhista Português  | 6     | 1,13 / 100,00   | -     |
|                         | Outros                         | 23    | 4,32 / 100,00   |       |
| Votos Inválidos         | Votos Inválidos                | 19    | 3,57 / 100,00   | 1,84  |
| Total                   | Total                          | 532   | 100,00 / 100,00 |       |
| Eleitorado/Participação | Eleitorado/Participação        | 918   | 57,95 / 100,00  | 2,98  |

#### Cunha
| Partido                 | Partido                        | Votos | %               | +/-   |
| ----------------------- | ------------------------------ | ----- | --------------- | ----- |
|                         | Partido Socialista             | 164   | 42,38 / 100,00  | 11,80 |
|                         | Partido Social Democrata       | 121   | 31,27 / 100,00  | 12,28 |
|                         | CDS – Partido Popular          | 36    | 9,30 / 100,00   | 1,96  |
|                         | Coligação Democrática Unitária | 16    | 4,13 / 100,00   | 0,84  |
|                         | Bloco de Esquerda              | 13    | 3,36 / 100,00   | 5,75  |
|                         | Partido da Terra               | 5     | 1,29 / 100,00   | -     |
|                         | Outros                         | 14    | 3,62 / 100,00   |       |
| Votos Inválidos         | Votos Inválidos                | 18    | 4,65 / 100,00   | 1,36  |
| Total                   | Total                          | 387   | 100,00 / 100,00 |       |
| Eleitorado/Participação | Eleitorado/Participação        | 555   | 69,73 / 100,00  | 0,93  |

#### Dume
| Partido                 | Partido                        | Votos | %               | +/-  |
| ----------------------- | ------------------------------ | ----- | --------------- | ---- |
|                         | Partido Socialista             | 666   | 35,18 / 100,00  | 9,72 |
|                         | Partido Social Democrata       | 598   | 31,59 / 100,00  | 5,95 |
|                         | CDS – Partido Popular          | 189   | 9,98 / 100,00   | 2,89 |
|                         | Coligação Democrática Unitária | 163   | 8,61 / 100,00   | 1,37 |
|                         | Bloco de Esquerda              | 114   | 6,02 / 100,00   | 3,48 |
|                         | PCTP/MRPP                      | 28    | 1,48 / 100,00   | 0,27 |
|                         | Outros                         | 61    | 3,21 / 100,00   |      |
| Votos Inválidos         | Votos Inválidos                | 74    | 3,91 / 100,00   | 1,69 |
| Total                   | Total                          | 1 893 | 100,00 / 100,00 |      |
| Eleitorado/Participação | Eleitorado/Participação        | 3 126 | 60,56 / 100,00  | 3,50 |

#### Escudeiros
| Partido                 | Partido                        | Votos | %               | +/-   |
| ----------------------- | ------------------------------ | ----- | --------------- | ----- |
|                         | Partido Social Democrata       | 236   | 39,01 / 100,00  | 13,77 |
|                         | Partido Socialista             | 210   | 34,71 / 100,00  | 15,45 |
|                         | CDS – Partido Popular          | 56    | 9,26 / 100,00   | 0,84  |
|                         | Coligação Democrática Unitária | 25    | 4,13 / 100,00   | 1,04  |
|                         | Bloco de Esquerda              | 23    | 3,80 / 100,00   | 2,88  |
|                         | Outros                         | 31    | 5,13 / 100,00   |       |
| Votos Inválidos         | Votos Inválidos                | 24    | 3,97 / 100,00   | 1,52  |
| Total                   | Total                          | 605   | 100,00 / 100,00 |       |
| Eleitorado/Participação | Eleitorado/Participação        | 976   | 61,99 / 100,00  | 2,17  |

#### Espinho
| Partido                 | Partido                        | Votos | %               | +/-   |
| ----------------------- | ------------------------------ | ----- | --------------- | ----- |
|                         | Partido Social Democrata       | 296   | 41,05 / 100,00  | 12,23 |
|                         | Partido Socialista             | 216   | 29,96 / 100,00  | 16,75 |
|                         | CDS – Partido Popular          | 81    | 11,23 / 100,00  | 3,20  |
|                         | Coligação Democrática Unitária | 42    | 5,83 / 100,00   | 0,22  |
|                         | Bloco de Esquerda              | 28    | 3,88 / 100,00   | 1,78  |
|                         | PCTP/MRPP                      | 12    | 1,66 / 100,00   | 0,74  |
|                         | Outros                         | 23    | 3,19 / 100,00   |       |
| Votos Inválidos         | Votos Inválidos                | 23    | 3,19 / 100,00   | 1,35  |
| Total                   | Total                          | 721   | 100,00 / 100,00 |       |
| Eleitorado/Participação | Eleitorado/Participação        | 1 135 | 63,52 / 100,00  | 2,91  |

#### Esporões
| Partido                 | Partido                        | Votos | %               | +/-   |
| ----------------------- | ------------------------------ | ----- | --------------- | ----- |
|                         | Partido Social Democrata       | 423   | 38,84 / 100,00  | 9,03  |
|                         | Partido Socialista             | 289   | 26,54 / 100,00  | 12,85 |
|                         | CDS – Partido Popular          | 162   | 14,88 / 100,00  | 0,82  |
|                         | Bloco de Esquerda              | 61    | 5,60 / 100,00   | 3,08  |
|                         | Coligação Democrática Unitária | 47    | 4,32 / 100,00   | 1,81  |
|                         | PCTP/MRPP                      | 12    | 1,10 / 100,00   | 0,20  |
|                         | Outros                         | 40    | 3,67 / 100,00   |       |
| Votos Inválidos         | Votos Inválidos                | 55    | 5,05 / 100,00   | 2,99  |
| Total                   | Total                          | 1 089 | 100,00 / 100,00 |       |
| Eleitorado/Participação | Eleitorado/Participação        | 1 578 | 69,01 / 100,00  | 1,33  |

#### Este São Mamede
| Partido                 | Partido                               | Votos | %               | +/-   |
| ----------------------- | ------------------------------------- | ----- | --------------- | ----- |
|                         | Partido Social Democrata              | 385   | 38,73 / 100,00  | 13,85 |
|                         | Partido Socialista                    | 299   | 30,08 / 100,00  | 11,87 |
|                         | CDS – Partido Popular                 | 98    | 9,86 / 100,00   | 0,41  |
|                         | Coligação Democrática Unitária        | 52    | 5,23 / 100,00   | 0,10  |
|                         | Bloco de Esquerda                     | 52    | 5,23 / 100,00   | 4,54  |
|                         | PCTP/MRPP                             | 13    | 1,31 / 100,00   | 0,27  |
|                         | Partido pelos Animais e pela Natureza | 10    | 1,01 / 100,00   | Novo  |
|                         | Outros                                | 32    | 3,22 / 100,00   |       |
| Votos Inválidos         | Votos Inválidos                       | 53    | 5,33 / 100,00   | 2,18  |
| Total                   | Total                                 | 994   | 100,00 / 100,00 |       |
| Eleitorado/Participação | Eleitorado/Participação               | 1 658 | 59,95 / 100,00  | 2,20  |

#### Este São Pedro
| Partido                 | Partido                        | Votos | %               | +/-   |
| ----------------------- | ------------------------------ | ----- | --------------- | ----- |
|                         | Partido Social Democrata       | 468   | 37,14 / 100,00  | 7,99  |
|                         | Partido Socialista             | 403   | 31,98 / 100,00  | 10,35 |
|                         | CDS – Partido Popular          | 137   | 10,87 / 100,00  | 2,24  |
|                         | Coligação Democrática Unitária | 70    | 5,56 / 100,00   | 0,53  |
|                         | Bloco de Esquerda              | 63    | 5,00 / 100,00   | 4,19  |
|                         | PCTP/MRPP                      | 21    | 1,67 / 100,00   | 0,79  |
|                         | Outros                         | 38    | 3,02 / 100,00   |       |
| Votos Inválidos         | Votos Inválidos                | 60    | 4,76 / 100,00   | 1,72  |
| Total                   | Total                          | 1 260 | 100,00 / 100,00 |       |
| Eleitorado/Participação | Eleitorado/Participação        | 1 790 | 70,39 / 100,00  | 1,56  |

#### Ferreiros
| Partido                 | Partido                        | Votos | %               | +/-  |
| ----------------------- | ------------------------------ | ----- | --------------- | ---- |
|                         | Partido Social Democrata       | 1 328 | 33,07 / 100,00  | 7,08 |
|                         | Partido Socialista             | 1 314 | 32,72 / 100,00  | 9,52 |
|                         | CDS – Partido Popular          | 406   | 10,11 / 100,00  | 2,71 |
|                         | Coligação Democrática Unitária | 314   | 7,82 / 100,00   | 0,50 |
|                         | Bloco de Esquerda              | 285   | 7,10 / 100,00   | 3,60 |
|                         | PCTP/MRPP                      | 61    | 1,52 / 100,00   | 0,04 |
|                         | Outros                         | 144   | 3,58 / 100,00   |      |
| Votos Inválidos         | Votos Inválidos                | 164   | 4,08 / 100,00   | 1,30 |
| Total                   | Total                          | 4 016 | 100,00 / 100,00 |      |
| Eleitorado/Participação | Eleitorado/Participação        | 6 389 | 62,86 / 100,00  | 3,06 |

#### Figueiredo
| Partido                 | Partido                        | Votos | %               | +/-   |
| ----------------------- | ------------------------------ | ----- | --------------- | ----- |
|                         | Partido Social Democrata       | 339   | 45,02 / 100,00  | 12,26 |
|                         | Partido Socialista             | 230   | 30,54 / 100,00  | 9,61  |
|                         | CDS – Partido Popular          | 62    | 8,23 / 100,00   | 0,76  |
|                         | Bloco de Esquerda              | 30    | 3,98 / 100,00   | 3,78  |
|                         | Coligação Democrática Unitária | 24    | 3,19 / 100,00   | 1,61  |
|                         | PCTP/MRPP                      | 8     | 1,06 / 100,00   | 0,17  |
|                         | Partido da Terra               | 8     | 1,06 / 100,00   | -     |
|                         | Outros                         | 30    | 3,45 / 100,00   |       |
| Votos Inválidos         | Votos Inválidos                | 22    | 2,92 / 100,00   | 1,56  |
| Total                   | Total                          | 753   | 100,00 / 100,00 |       |
| Eleitorado/Participação | Eleitorado/Participação        | 1 069 | 70,44 / 100,00  | 3,24  |

#### Fradelos
| Partido                 | Partido                        | Votos | %               | +/-  |
| ----------------------- | ------------------------------ | ----- | --------------- | ---- |
|                         | Partido Social Democrata       | 244   | 47,94 / 100,00  | 5,60 |
|                         | Partido Socialista             | 142   | 27,90 / 100,00  | 7,54 |
|                         | CDS – Partido Popular          | 45    | 8,84 / 100,00   | 2,33 |
|                         | Bloco de Esquerda              | 19    | 3,73 / 100,00   | 4,51 |
|                         | Coligação Democrática Unitária | 15    | 2,95 / 100,00   | 0,84 |
|                         | Outros                         | 22    | 4,32 / 100,00   |      |
| Votos Inválidos         | Votos Inválidos                | 22    | 4,32 / 100,00   | 1,25 |
| Total                   | Total                          | 509   | 100,00 / 100,00 |      |
| Eleitorado/Participação | Eleitorado/Participação        | 678   | 75,07 / 100,00  | 2,61 |

#### Fraião
| Partido                 | Partido                        | Votos | %               | +/-   |
| ----------------------- | ------------------------------ | ----- | --------------- | ----- |
|                         | Partido Social Democrata       | 867   | 43,66 / 100,00  | 5,43  |
|                         | Partido Socialista             | 480   | 24,17 / 100,00  | 10,23 |
|                         | CDS – Partido Popular          | 276   | 13,90 / 100,00  | 4,14  |
|                         | Bloco de Esquerda              | 128   | 6,45 / 100,00   | 3,82  |
|                         | Coligação Democrática Unitária | 78    | 3,93 / 100,00   | 1,12  |
|                         | Outros                         | 64    | 3,20 / 100,00   |       |
| Votos Inválidos         | Votos Inválidos                | 93    | 4,68 / 100,00   | 2,39  |
| Total                   | Total                          | 1 986 | 100,00 / 100,00 |       |
| Eleitorado/Participação | Eleitorado/Participação        | 2 784 | 71,34 / 100,00  | 1,71  |

#### Frossos
| Partido                 | Partido                        | Votos | %               | +/-  |
| ----------------------- | ------------------------------ | ----- | --------------- | ---- |
|                         | Partido Social Democrata       | 368   | 31,67 / 100,00  | 8,46 |
|                         | Partido Socialista             | 350   | 30,12 / 100,00  | 9,84 |
|                         | CDS – Partido Popular          | 157   | 13,51 / 100,00  | 4,10 |
|                         | Bloco de Esquerda              | 111   | 9,55 / 100,00   | 6,04 |
|                         | Coligação Democrática Unitária | 67    | 5,77 / 100,00   | 1,02 |
|                         | Outros                         | 58    | 4,89 / 100,00   |      |
| Votos Inválidos         | Votos Inválidos                | 51    | 4,39 / 100,00   | 1,97 |
| Total                   | Total                          | 1 162 | 100,00 / 100,00 |      |
| Eleitorado/Participação | Eleitorado/Participação        | 1 669 | 69,62 / 100,00  | 2,06 |

#### Gondizalves
| Partido                 | Partido                        | Votos | %               | +/-   |
| ----------------------- | ------------------------------ | ----- | --------------- | ----- |
|                         | Partido Social Democrata       | 322   | 39,61 / 100,00  | 10,25 |
|                         | Partido Socialista             | 237   | 29,15 / 100,00  | 11,39 |
|                         | CDS – Partido Popular          | 71    | 8,73 / 100,00   | 0,48  |
|                         | Coligação Democrática Unitária | 64    | 7,87 / 100,00   | 2,71  |
|                         | Bloco de Esquerda              | 56    | 6,89 / 100,00   | 1,71  |
|                         | PCTP/MRPP                      | 9     | 1,11 / 100,00   | 0,25  |
|                         | Outros                         | 23    | 2,83 / 100,00   |       |
| Votos Inválidos         | Votos Inválidos                | 31    | 3,81 / 100,00   | 0,60  |
| Total                   | Total                          | 813   | 100,00 / 100,00 |       |
| Eleitorado/Participação | Eleitorado/Participação        | 1 208 | 67,30 / 100,00  | 2,21  |

#### Gualtar
| Partido                 | Partido                        | Votos | %               | +/-   |
| ----------------------- | ------------------------------ | ----- | --------------- | ----- |
|                         | Partido Social Democrata       | 1 159 | 41,27 / 100,00  | 10,60 |
|                         | Partido Socialista             | 838   | 29,84 / 100,00  | 8,85  |
|                         | CDS – Partido Popular          | 259   | 9,22 / 100,00   | 0,65  |
|                         | Coligação Democrática Unitária | 190   | 6,77 / 100,00   | 0,05  |
|                         | Bloco de Esquerda              | 146   | 5,20 / 100,00   | 4,78  |
|                         | Outros                         | 109   | 3,87 / 100,00   |       |
| Votos Inválidos         | Votos Inválidos                | 107   | 3,81 / 100,00   | 1,89  |
| Total                   | Total                          | 2 808 | 100,00 / 100,00 |       |
| Eleitorado/Participação | Eleitorado/Participação        | 4 112 | 68,29 / 100,00  | 5,00  |

#### Guisande
| Partido                 | Partido                        | Votos | %               | +/-  |
| ----------------------- | ------------------------------ | ----- | --------------- | ---- |
|                         | Partido Socialista             | 112   | 39,02 / 100,00  | 6,92 |
|                         | Partido Social Democrata       | 100   | 34,84 / 100,00  | 3,04 |
|                         | CDS – Partido Popular          | 25    | 8,71 / 100,00   | 3,41 |
|                         | Coligação Democrática Unitária | 13    | 4,53 / 100,00   | 1,12 |
|                         | Bloco de Esquerda              | 9     | 3,14 / 100,00   | 2,41 |
|                         | Partido Nacional Renovador     | 3     | 1,05 / 100,00   | 1,05 |
|                         | Outros                         | 17    | 5,93 / 100,00   |      |
| Votos Inválidos         | Votos Inválidos                | 11    | 3,83 / 100,00   | 1,71 |
| Total                   | Total                          | 287   | 100,00 / 100,00 |      |
| Eleitorado/Participação | Eleitorado/Participação        | 410   | 70,00 / 100,00  | 0,47 |

#### Lamaçães
| Partido                 | Partido                               | Votos | %               | +/-   |
| ----------------------- | ------------------------------------- | ----- | --------------- | ----- |
|                         | Partido Social Democrata              | 758   | 39,81 / 100,00  | 10,81 |
|                         | Partido Socialista                    | 484   | 25,42 / 100,00  | 9,23  |
|                         | CDS – Partido Popular                 | 262   | 13,76 / 100,00  | 2,11  |
|                         | Bloco de Esquerda                     | 124   | 6,51 / 100,00   | 6,19  |
|                         | Coligação Democrática Unitária        | 121   | 6,36 / 100,00   | 1,29  |
|                         | Partido pelos Animais e pela Natureza | 24    | 1,26 / 100,00   | Novo  |
|                         | Outros                                | 47    | 2,48 / 100,00   |       |
| Votos Inválidos         | Votos Inválidos                       | 84    | 4,41 / 100,00   | 0,68  |
| Total                   | Total                                 | 1 904 | 100,00 / 100,00 |       |
| Eleitorado/Participação | Eleitorado/Participação               | 2 749 | 69,26 / 100,00  | 0,34  |

#### Lamas
| Partido                 | Partido                        | Votos | %               | +/-   |
| ----------------------- | ------------------------------ | ----- | --------------- | ----- |
|                         | Partido Social Democrata       | 206   | 44,21 / 100,00  | 11,09 |
|                         | Partido Socialista             | 128   | 27,47 / 100,00  | 13,71 |
|                         | CDS – Partido Popular          | 56    | 12,02 / 100,00  | 1,05  |
|                         | Coligação Democrática Unitária | 17    | 3,65 / 100,00   | 1,25  |
|                         | Bloco de Esquerda              | 12    | 2,58 / 100,00   | 4,17  |
|                         | Outros                         | 24    | 5,15 / 100,00   |       |
| Votos Inválidos         | Votos Inválidos                | 23    | 4,94 / 100,00   | 3,85  |
| Total                   | Total                          | 466   | 100,00 / 100,00 |       |
| Eleitorado/Participação | Eleitorado/Participação        | 628   | 74,20 / 100,00  | 3,20  |

#### Lomar
| Partido                 | Partido                        | Votos | %               | +/-  |
| ----------------------- | ------------------------------ | ----- | --------------- | ---- |
|                         | Partido Social Democrata       | 1 097 | 35,79 / 100,00  | 7,52 |
|                         | Partido Socialista             | 974   | 31,78 / 100,00  | 8,34 |
|                         | CDS – Partido Popular          | 274   | 8,94 / 100,00   | 1,30 |
|                         | Coligação Democrática Unitária | 234   | 7,63 / 100,00   | 0,48 |
|                         | Bloco de Esquerda              | 202   | 6,59 / 100,00   | 3,57 |
|                         | PCTP/MRPP                      | 38    | 1,24 / 100,00   | 0,33 |
|                         | Outros                         | 106   | 3,45 / 100,00   |      |
| Votos Inválidos         | Votos Inválidos                | 140   | 4,56 / 100,00   | 2,23 |
| Total                   | Total                          | 3 065 | 100,00 / 100,00 |      |
| Eleitorado/Participação | Eleitorado/Participação        | 4 745 | 64,59 / 100,00  | 2,20 |

#### Merelim São Paio
| Partido                 | Partido                        | Votos | %               | +/-  |
| ----------------------- | ------------------------------ | ----- | --------------- | ---- |
|                         | Partido Socialista             | 550   | 38,57 / 100,00  | 5,64 |
|                         | Partido Social Democrata       | 389   | 27,28 / 100,00  | 9,26 |
|                         | Coligação Democrática Unitária | 215   | 15,08 / 100,00  | 0,73 |
|                         | CDS – Partido Popular          | 109   | 7,64 / 100,00   | 0,64 |
|                         | Bloco de Esquerda              | 72    | 5,05 / 100,00   | 5,07 |
|                         | Outros                         | 41    | 2,89 / 100,00   |      |
| Votos Inválidos         | Votos Inválidos                | 50    | 3,50 / 100,00   | 0,52 |
| Total                   | Total                          | 1 426 | 100,00 / 100,00 |      |
| Eleitorado/Participação | Eleitorado/Participação        | 2 241 | 63,63 / 100,00  | 1,43 |

#### Merelim São Pedro
| Partido                 | Partido                        | Votos | %               | +/-   |
| ----------------------- | ------------------------------ | ----- | --------------- | ----- |
|                         | Partido Social Democrata       | 419   | 35,15 / 100,00  | 6,44  |
|                         | Partido Socialista             | 388   | 32,55 / 100,00  | 10,44 |
|                         | CDS – Partido Popular          | 132   | 11,07 / 100,00  | 2,05  |
|                         | Bloco de Esquerda              | 62    | 5,20 / 100,00   | 2,51  |
|                         | Coligação Democrática Unitária | 56    | 4,70 / 100,00   | 0,39  |
|                         | PCTP/MRPP                      | 17    | 1,43 / 100,00   | 0,36  |
|                         | Outros                         | 43    | 3,61 / 100,00   |       |
| Votos Inválidos         | Votos Inválidos                | 75    | 6,29 / 100,00   | 4,00  |
| Total                   | Total                          | 1 192 | 100,00 / 100,00 |       |
| Eleitorado/Participação | Eleitorado/Participação        | 1 751 | 68,08 / 100,00  | 3,63  |

#### Mire de Tibães
| Partido                 | Partido                        | Votos | %               | +/-  |
| ----------------------- | ------------------------------ | ----- | --------------- | ---- |
|                         | Partido Socialista             | 573   | 38,77 / 100,00  | 8,86 |
|                         | Partido Social Democrata       | 463   | 31,33 / 100,00  | 6,90 |
|                         | CDS – Partido Popular          | 131   | 8,86 / 100,00   | 2,94 |
|                         | Coligação Democrática Unitária | 106   | 7,17 / 100,00   | 0,57 |
|                         | Bloco de Esquerda              | 71    | 4,80 / 100,00   | 2,33 |
|                         | PCTP/MRPP                      | 16    | 1,08 / 100,00   | 0,35 |
|                         | Outros                         | 55    | 3,72 / 100,00   |      |
| Votos Inválidos         | Votos Inválidos                | 63    | 4,27 / 100,00   | 2,12 |
| Total                   | Total                          | 1 478 | 100,00 / 100,00 |      |
| Eleitorado/Participação | Eleitorado/Participação        | 2 213 | 66,79 / 100,00  | 4,30 |

#### Morreira
| Partido                 | Partido                        | Votos | %               | +/-  |
| ----------------------- | ------------------------------ | ----- | --------------- | ---- |
|                         | Partido Social Democrata       | 205   | 43,43 / 100,00  | 9,04 |
|                         | Partido Socialista             | 132   | 27,97 / 100,00  | 8,79 |
|                         | CDS – Partido Popular          | 55    | 11,65 / 100,00  | 1,30 |
|                         | Bloco de Esquerda              | 18    | 3,81 / 100,00   | 3,50 |
|                         | Coligação Democrática Unitária | 15    | 3,18 / 100,00   | 0,22 |
|                         | Partido da Terra               | 9     | 1,91 / 100,00   | -    |
|                         | Outros                         | 19    | 4,02 / 100,00   |      |
| Votos Inválidos         | Votos Inválidos                | 19    | 4,02 / 100,00   | 1,45 |
| Total                   | Total                          | 472   | 100,00 / 100,00 |      |
| Eleitorado/Participação | Eleitorado/Participação        | 743   | 63,53 / 100,00  | 1,68 |

#### Navarra
| Partido                 | Partido                        | Votos | %               | +/-   |
| ----------------------- | ------------------------------ | ----- | --------------- | ----- |
|                         | Partido Social Democrata       | 96    | 37,21 / 100,00  | 6,16  |
|                         | Partido Socialista             | 87    | 33,72 / 100,00  | 15,74 |
|                         | CDS – Partido Popular          | 27    | 10,47 / 100,00  | 3,61  |
|                         | Bloco de Esquerda              | 12    | 4,65 / 100,00   | 1,85  |
|                         | Coligação Democrática Unitária | 6     | 2,33 / 100,00   | 1,25  |
|                         | PCTP/MRPP                      | 4     | 1,55 / 100,00   | 0,83  |
|                         | Partido Popular Monárquico     | 3     | 1,16 / 100,00   | 1,16  |
|                         | Outros                         | 6     | 2,33 / 100,00   |       |
| Votos Inválidos         | Votos Inválidos                | 17    | 6,59 / 100,00   | 3,70  |
| Total                   | Total                          | 258   | 100,00 / 100,00 |       |
| Eleitorado/Participação | Eleitorado/Participação        | 455   | 56,70 / 100,00  | 6,54  |

#### Nogueira
| Partido                 | Partido                        | Votos | %               | +/-  |
| ----------------------- | ------------------------------ | ----- | --------------- | ---- |
|                         | Partido Social Democrata       | 1 351 | 35,65 / 100,00  | 8,60 |
|                         | Partido Socialista             | 1 144 | 30,18 / 100,00  | 9,03 |
|                         | CDS – Partido Popular          | 455   | 12,01 / 100,00  | 2,77 |
|                         | Coligação Democrática Unitária | 259   | 6,83 / 100,00   | 0,31 |
|                         | Bloco de Esquerda              | 238   | 6,28 / 100,00   | 5,25 |
|                         | PCTP/MRPP                      | 38    | 1,00 / 100,00   | 0,20 |
|                         | Outros                         | 122   | 3,21 / 100,00   |      |
| Votos Inválidos         | Votos Inválidos                | 183   | 4,83 / 100,00   | 1,30 |
| Total                   | Total                          | 3 790 | 100,00 / 100,00 |      |
| Eleitorado/Participação | Eleitorado/Participação        | 5 428 | 69,82 / 100,00  | 1,42 |

#### Nogueiró
| Partido                 | Partido                        | Votos | %               | +/-   |
| ----------------------- | ------------------------------ | ----- | --------------- | ----- |
|                         | Partido Social Democrata       | 748   | 44,08 / 100,00  | 10,77 |
|                         | Partido Socialista             | 349   | 20,57 / 100,00  | 11,10 |
|                         | CDS – Partido Popular          | 251   | 14,79 / 100,00  | 3,57  |
|                         | Coligação Democrática Unitária | 119   | 7,01 / 100,00   | 0,65  |
|                         | Bloco de Esquerda              | 92    | 5,42 / 100,00   | 5,80  |
|                         | Outros                         | 54    | 3,18 / 100,00   |       |
| Votos Inválidos         | Votos Inválidos                | 84    | 4,95 / 100,00   | 2,12  |
| Total                   | Total                          | 1 697 | 100,00 / 100,00 |       |
| Eleitorado/Participação | Eleitorado/Participação        | 2 412 | 70,36 / 100,00  | 0,33  |

#### Oliveira São Pedro
| Partido                 | Partido                        | Votos | %               | +/-   |
| ----------------------- | ------------------------------ | ----- | --------------- | ----- |
|                         | Partido Social Democrata       | 139   | 39,94 / 100,00  | 8,33  |
|                         | Partido Socialista             | 113   | 32,47 / 100,00  | 11,13 |
|                         | CDS – Partido Popular          | 40    | 11,49 / 100,00  | 2,50  |
|                         | Coligação Democrática Unitária | 15    | 4,31 / 100,00   | 1,86  |
|                         | Bloco de Esquerda              | 13    | 3,74 / 100,00   | 2,53  |
|                         | Movimento Esperança Portugal   | 4     | 1,15 / 100,00   | 0,88  |
|                         | Outros                         | 11    | 3,16 / 100,00   |       |
| Votos Inválidos         | Votos Inválidos                | 13    | 3,74 / 100,00   | 0,47  |
| Total                   | Total                          | 348   | 100,00 / 100,00 |       |
| Eleitorado/Participação | Eleitorado/Participação        | 496   | 70,16 / 100,00  | 1,66  |

#### Padim de Graça
| Partido                 | Partido                        | Votos | %               | +/-   |
| ----------------------- | ------------------------------ | ----- | --------------- | ----- |
|                         | Partido Social Democrata       | 393   | 38,19 / 100,00  | 8,56  |
|                         | Partido Socialista             | 373   | 36,25 / 100,00  | 11,25 |
|                         | Coligação Democrática Unitária | 78    | 7,58 / 100,00   | 2,39  |
|                         | CDS – Partido Popular          | 52    | 5,05 / 100,00   | 1,80  |
|                         | Bloco de Esquerda              | 39    | 3,79 / 100,00   | 1,67  |
|                         | Outros                         | 55    | 5,35 / 100,00   |       |
| Votos Inválidos         | Votos Inválidos                | 39    | 3,79 / 100,00   | 1,20  |
| Total                   | Total                          | 1 029 | 100,00 / 100,00 |       |
| Eleitorado/Participação | Eleitorado/Participação        | 1 511 | 68,10 / 100,00  | 4,24  |

#### Palmeira
| Partido                 | Partido                        | Votos | %               | +/-   |
| ----------------------- | ------------------------------ | ----- | --------------- | ----- |
|                         | Partido Social Democrata       | 1 114 | 35,99 / 100,00  | 7,98  |
|                         | Partido Socialista             | 963   | 31,11 / 100,00  | 11,01 |
|                         | CDS – Partido Popular          | 354   | 11,44 / 100,00  | 3,11  |
|                         | Coligação Democrática Unitária | 196   | 6,33 / 100,00   | 1,10  |
|                         | Bloco de Esquerda              | 189   | 6,11 / 100,00   | 3,96  |
|                         | PCTP/MRPP                      | 39    | 1,26 / 100,00   | 0,31  |
|                         | Outros                         | 94    | 3,03 / 100,00   |       |
| Votos Inválidos         | Votos Inválidos                | 146   | 4,72 / 100,00   | 1,71  |
| Total                   | Total                          | 3 095 | 100,00 / 100,00 |       |
| Eleitorado/Participação | Eleitorado/Participação        | 4 922 | 62,88 / 100,00  | 0,91  |

#### Panóias
| Partido                 | Partido                        | Votos | %               | +/-  |
| ----------------------- | ------------------------------ | ----- | --------------- | ---- |
|                         | Partido Socialista             | 304   | 40,59 / 100,00  | 7,32 |
|                         | Partido Social Democrata       | 201   | 26,84 / 100,00  | 5,47 |
|                         | Coligação Democrática Unitária | 75    | 10,01 / 100,00  | 3,18 |
|                         | CDS – Partido Popular          | 57    | 7,61 / 100,00   | 1,29 |
|                         | Bloco de Esquerda              | 44    | 5,87 / 100,00   | 4,24 |
|                         | PCTP/MRPP                      | 10    | 1,34 / 100,00   | 0,08 |
|                         | Outros                         | 27    | 3,60 / 100,00   |      |
| Votos Inválidos         | Votos Inválidos                | 31    | 4,14 / 100,00   | 0,98 |
| Total                   | Total                          | 749   | 100,00 / 100,00 |      |
| Eleitorado/Participação | Eleitorado/Participação        | 1 194 | 62,73 / 100,00  | 4,08 |

#### Parada de Tibães
| Partido                 | Partido                        | Votos | %               | +/-   |
| ----------------------- | ------------------------------ | ----- | --------------- | ----- |
|                         | Partido Social Democrata       | 228   | 39,18 / 100,00  | 7,15  |
|                         | Partido Socialista             | 180   | 30,93 / 100,00  | 14,90 |
|                         | CDS – Partido Popular          | 72    | 12,37 / 100,00  | 7,26  |
|                         | Coligação Democrática Unitária | 35    | 6,01 / 100,00   | 0,05  |
|                         | Bloco de Esquerda              | 21    | 3,61 / 100,00   | 4,57  |
|                         | PCTP/MRPP                      | 6     | 1,03 / 100,00   | 0,18  |
|                         | Partido Trabalhista Português  | 6     | 1,03 / 100,00   | -     |
|                         | Outros                         | 12    | 2,08 / 100,00   |       |
| Votos Inválidos         | Votos Inválidos                | 22    | 3,78 / 100,00   | 2,42  |
| Total                   | Total                          | 582   | 100,00 / 100,00 |       |
| Eleitorado/Participação | Eleitorado/Participação        | 811   | 71,76 / 100,00  | 4,57  |

#### Passos São Julião
| Partido                 | Partido                        | Votos | %               | +/-  |
| ----------------------- | ------------------------------ | ----- | --------------- | ---- |
|                         | Partido Social Democrata       | 192   | 44,34 / 100,00  | 6,56 |
|                         | Partido Socialista             | 119   | 27,48 / 100,00  | 8,95 |
|                         | CDS – Partido Popular          | 56    | 12,93 / 100,00  | 1,39 |
|                         | Coligação Democrática Unitária | 13    | 3,00 / 100,00   | 0,39 |
|                         | Bloco de Esquerda              | 8     | 1,85 / 100,00   | 2,67 |
|                         | PCTP/MRPP                      | 5     | 1,15 / 100,00   | 0,47 |
|                         | Outros                         | 12    | 2,77 / 100,00   |      |
| Votos Inválidos         | Votos Inválidos                | 28    | 6,47 / 100,00   | 3,53 |
| Total                   | Total                          | 433   | 100,00 / 100,00 |      |
| Eleitorado/Participação | Eleitorado/Participação        | 637   | 67,97 / 100,00  | 0,90 |

#### Pedralva
| Partido                 | Partido                        | Votos | %               | +/-   |
| ----------------------- | ------------------------------ | ----- | --------------- | ----- |
|                         | Partido Social Democrata       | 262   | 41,26 / 100,00  | 7,73  |
|                         | Partido Socialista             | 197   | 31,02 / 100,00  | 12,95 |
|                         | CDS – Partido Popular          | 73    | 11,50 / 100,00  | 2,68  |
|                         | Coligação Democrática Unitária | 30    | 4,72 / 100,00   | 0,46  |
|                         | Bloco de Esquerda              | 14    | 2,20 / 100,00   | 1,92  |
|                         | PCTP/MRPP                      | 10    | 1,57 / 100,00   | 0,54  |
|                         | Partido da Nova Democracia     | 7     | 1,10 / 100,00   | 0,22  |
|                         | Outros                         | 19    | 2,21 / 100,00   |       |
| Votos Inválidos         | Votos Inválidos                | 23    | 3,62 / 100,00   | 1,71  |
| Total                   | Total                          | 635   | 100,00 / 100,00 |       |
| Eleitorado/Participação | Eleitorado/Participação        | 1 146 | 55,41 / 100,00  | 4,08  |

#### Penso Santo Estêvão
| Partido                 | Partido                               | Votos | %               | +/-  |
| ----------------------- | ------------------------------------- | ----- | --------------- | ---- |
|                         | Partido Social Democrata              | 122   | 43,73 / 100,00  | 6,54 |
|                         | Partido Socialista                    | 82    | 29,39 / 100,00  | 6,40 |
|                         | CDS – Partido Popular                 | 36    | 12,90 / 100,00  | 5,18 |
|                         | Bloco de Esquerda                     | 9     | 3,23 / 100,00   | 4,14 |
|                         | Coligação Democrática Unitária        | 4     | 1,43 / 100,00   | 3,48 |
|                         | Partido pelos Animais e pela Natureza | 4     | 1,43 / 100,00   | Novo |
|                         | Partido Popular Monárquico            | 3     | 1,08 / 100,00   | 0,73 |
|                         | Outros                                | 5     | 1,79 / 100,00   |      |
| Votos Inválidos         | Votos Inválidos                       | 14    | 5,01 / 100,00   | 1,75 |
| Total                   | Total                                 | 279   | 100,00 / 100,00 |      |
| Eleitorado/Participação | Eleitorado/Participação               | 409   | 68,22 / 100,00  | 1,50 |

#### Penso São Vicente
| Partido                 | Partido                        | Votos | %               | +/-  |
| ----------------------- | ------------------------------ | ----- | --------------- | ---- |
|                         | Partido Socialista             | 99    | 38,52 / 100,00  | 7,69 |
|                         | Partido Social Democrata       | 79    | 30,74 / 100,00  | 3,47 |
|                         | Coligação Democrática Unitária | 19    | 7,39 / 100,00   | 1,71 |
|                         | CDS – Partido Popular          | 16    | 6,23 / 100,00   | 1,35 |
|                         | Bloco de Esquerda              | 12    | 4,67 / 100,00   | 4,04 |
|                         | Partido da Terra               | 3     | 1,17 / 100,00   | -    |
|                         | Outros                         | 5     | 1,95 / 100,00   |      |
| Votos Inválidos         | Votos Inválidos                | 24    | 9,34 / 100,00   | 7,44 |
| Total                   | Total                          | 257   | 100,00 / 100,00 |      |
| Eleitorado/Participação | Eleitorado/Participação        | 336   | 76,49 / 100,00  | 1,62 |

#### Pousada
| Partido                 | Partido                        | Votos | %               | +/-   |
| ----------------------- | ------------------------------ | ----- | --------------- | ----- |
|                         | Partido Social Democrata       | 127   | 44,41 / 100,00  | 10,65 |
|                         | Partido Socialista             | 86    | 30,07 / 100,00  | 8,84  |
|                         | CDS – Partido Popular          | 21    | 7,34 / 100,00   | 1,34  |
|                         | Bloco de Esquerda              | 15    | 5,24 / 100,00   | 7,62  |
|                         | Coligação Democrática Unitária | 7     | 2,45 / 100,00   | 0,20  |
|                         | Partido Popular Monárquico     | 4     | 1,40 / 100,00   | 0,44  |
|                         | PCTP/MRPP                      | 3     | 1,05 / 100,00   | 0,75  |
|                         | Outros                         | 7     | 2,45 / 100,00   |       |
| Votos Inválidos         | Votos Inválidos                | 16    | 5,60 / 100,00   | 4,00  |
| Total                   | Total                          | 286   | 100,00 / 100,00 |       |
| Eleitorado/Participação | Eleitorado/Participação        | 440   | 65,00 / 100,00  | 6,49  |

#### Priscos
| Partido                 | Partido                        | Votos | %               | +/-   |
| ----------------------- | ------------------------------ | ----- | --------------- | ----- |
|                         | Partido Social Democrata       | 353   | 45,61 / 100,00  | 10,06 |
|                         | Partido Socialista             | 194   | 25,06 / 100,00  | 9,52  |
|                         | CDS – Partido Popular          | 102   | 13,18 / 100,00  | 0,12  |
|                         | Coligação Democrática Unitária | 36    | 4,65 / 100,00   | 0,43  |
|                         | Bloco de Esquerda              | 31    | 4,01 / 100,00   | 2,16  |
|                         | PCTP/MRPP                      | 8     | 1,03 / 100,00   | 0,18  |
|                         | Outros                         | 20    | 2,58 / 100,00   |       |
| Votos Inválidos         | Votos Inválidos                | 30    | 2,87 / 100,00   | 1,05  |
| Total                   | Total                          | 774   | 100,00 / 100,00 |       |
| Eleitorado/Participação | Eleitorado/Participação        | 1 203 | 64,34 / 100,00  | 3,06  |

#### Real
| Partido                 | Partido                        | Votos | %               | +/-  |
| ----------------------- | ------------------------------ | ----- | --------------- | ---- |
|                         | Partido Social Democrata       | 1 126 | 31,73 / 100,00  | 7,79 |
|                         | Partido Socialista             | 1 118 | 31,50 / 100,00  | 8,85 |
|                         | CDS – Partido Popular          | 382   | 10,76 / 100,00  | 2,60 |
|                         | Coligação Democrática Unitária | 351   | 9,89 / 100,00   | 0,41 |
|                         | Bloco de Esquerda              | 248   | 6,99 / 100,00   | 5,04 |
|                         | PCTP/MRPP                      | 46    | 1,30 / 100,00   | 0,62 |
|                         | Outros                         | 104   | 2,93 / 100,00   |      |
| Votos Inválidos         | Votos Inválidos                | 174   | 4,90 / 100,00   | 2,61 |
| Total                   | Total                          | 3 549 | 100,00 / 100,00 |      |
| Eleitorado/Participação | Eleitorado/Participação        | 5 442 | 65,21 / 100,00  | 2,53 |

#### Ruilhe
| Partido                 | Partido                        | Votos | %               | +/-   |
| ----------------------- | ------------------------------ | ----- | --------------- | ----- |
|                         | Partido Social Democrata       | 251   | 34,86 / 100,00  | 8,30  |
|                         | Partido Socialista             | 191   | 26,53 / 100,00  | 12,42 |
|                         | CDS – Partido Popular          | 82    | 11,39 / 100,00  | 0,66  |
|                         | Coligação Democrática Unitária | 77    | 10,69 / 100,00  | 2,39  |
|                         | Bloco de Esquerda              | 25    | 3,47 / 100,00   | 5,60  |
|                         | PCTP/MRPP                      | 11    | 1,53 / 100,00   | 0,76  |
|                         | Partido da Terra               | 10    | 1,39 / 100,00   | -     |
|                         | Outros                         | 24    | 3,34 / 100,00   |       |
| Votos Inválidos         | Votos Inválidos                | 49    | 6,81 / 100,00   | 3,23  |
| Total                   | Total                          | 720   | 100,00 / 100,00 |       |
| Eleitorado/Participação | Eleitorado/Participação        | 1 099 | 65,51 / 100,00  | 3,35  |

#### Santa Lucrécia de Algeriz
| Partido                 | Partido                        | Votos | %               | +/-   |
| ----------------------- | ------------------------------ | ----- | --------------- | ----- |
|                         | Partido Socialista             | 135   | 42,99 / 100,00  | 13,28 |
|                         | Partido Social Democrata       | 83    | 26,43 / 100,00  | 6,93  |
|                         | CDS – Partido Popular          | 31    | 9,87 / 100,00   | 3,74  |
|                         | Bloco de Esquerda              | 21    | 6,69 / 100,00   | 2,78  |
|                         | Coligação Democrática Unitária | 8     | 2,55 / 100,00   | 0,79  |
|                         | PCTP/MRPP                      | 6     | 1,91 / 100,00   | 1,91  |
|                         | Outros                         | 17    | 5,42 / 100,00   |       |
| Votos Inválidos         | Votos Inválidos                | 13    | 4,14 / 100,00   | 1,91  |
| Total                   | Total                          | 314   | 100,00 / 100,00 |       |
| Eleitorado/Participação | Eleitorado/Participação        | 476   | 65,97 / 100,00  | 7,30  |

#### Semelhe
| Partido                 | Partido                        | Votos | %               | +/-  |
| ----------------------- | ------------------------------ | ----- | --------------- | ---- |
|                         | Partido Social Democrata       | 201   | 38,58 / 100,00  | 6,80 |
|                         | Partido Socialista             | 165   | 31,67 / 100,00  | 7,28 |
|                         | CDS – Partido Popular          | 54    | 10,36 / 100,00  | 1,45 |
|                         | Coligação Democrática Unitária | 30    | 5,76 / 100,00   | 2,19 |
|                         | Bloco de Esquerda              | 23    | 4,41 / 100,00   | 1,60 |
|                         | Partido da Nova Democracia     | 7     | 1,34 / 100,00   | 0,56 |
|                         | PCTP/MRPP                      | 6     | 1,15 / 100,00   | 0,01 |
|                         | Outros                         | 18    | 3,46 / 100,00   |      |
| Votos Inválidos         | Votos Inválidos                | 17    | 3,27 / 100,00   | 1,71 |
| Total                   | Total                          | 521   | 100,00 / 100,00 |      |
| Eleitorado/Participação | Eleitorado/Participação        | 774   | 67,31 / 100,00  | 1,77 |

#### Sequeira
| Partido                 | Partido                               | Votos | %               | +/-  |
| ----------------------- | ------------------------------------- | ----- | --------------- | ---- |
|                         | Partido Social Democrata              | 452   | 38,08 / 100,00  | 7,21 |
|                         | Partido Socialista                    | 384   | 32,35 / 100,00  | 9,61 |
|                         | CDS – Partido Popular                 | 87    | 7,33 / 100,00   | 1,25 |
|                         | Coligação Democrática Unitária        | 76    | 6,40 / 100,00   | 0,55 |
|                         | Bloco de Esquerda                     | 61    | 5,14 / 100,00   | 2,48 |
|                         | PCTP/MRPP                             | 18    | 1,52 / 100,00   | 0,29 |
|                         | Partido pelos Animais e pela Natureza | 13    | 1,10 / 100,00   | Novo |
|                         | Outros                                | 32    | 2,70 / 100,00   |      |
| Votos Inválidos         | Votos Inválidos                       | 64    | 5,40 / 100,00   | 2,48 |
| Total                   | Total                                 | 1 187 | 100,00 / 100,00 |      |
| Eleitorado/Participação | Eleitorado/Participação               | 1 841 | 64,48 / 100,00  | 3,28 |

#### Sobreposta
| Partido                 | Partido                        | Votos | %               | +/-   |
| ----------------------- | ------------------------------ | ----- | --------------- | ----- |
|                         | Partido Social Democrata       | 329   | 45,25 / 100,00  | 10,15 |
|                         | Partido Socialista             | 175   | 24,07 / 100,00  | 11,31 |
|                         | CDS – Partido Popular          | 94    | 12,93 / 100,00  | 1,19  |
|                         | Coligação Democrática Unitária | 30    | 4,13 / 100,00   | 0,35  |
|                         | Bloco de Esquerda              | 22    | 3,03 / 100,00   | 4,38  |
|                         | Outros                         | 34    | 4,68 / 100,00   |       |
| Votos Inválidos         | Votos Inválidos                | 43    | 5,91 / 100,00   | 3,11  |
| Total                   | Total                          | 727   | 100,00 / 100,00 |       |
| Eleitorado/Participação | Eleitorado/Participação        | 1 163 | 62,51 / 100,00  | 1,16  |

#### Tadim
| Partido                 | Partido                        | Votos | %               | +/-  |
| ----------------------- | ------------------------------ | ----- | --------------- | ---- |
|                         | Partido Social Democrata       | 255   | 39,72 / 100,00  | 6,79 |
|                         | Partido Socialista             | 206   | 32,09 / 100,00  | 8,54 |
|                         | CDS – Partido Popular          | 53    | 8,26 / 100,00   | 2,82 |
|                         | Coligação Democrática Unitária | 46    | 7,17 / 100,00   | 0,98 |
|                         | Bloco de Esquerda              | 28    | 4,36 / 100,00   | 5,61 |
|                         | PCTP/MRPP                      | 8     | 1,25 / 100,00   | 0,11 |
|                         | Outros                         | 21    | 3,28 / 100,00   |      |
| Votos Inválidos         | Votos Inválidos                | 25    | 3,89 / 100,00   | 2,84 |
| Total                   | Total                          | 642   | 100,00 / 100,00 |      |
| Eleitorado/Participação | Eleitorado/Participação        | 926   | 69,33 / 100,00  | 5,14 |

#### Tebosa
| Partido                 | Partido                        | Votos | %               | +/-   |
| ----------------------- | ------------------------------ | ----- | --------------- | ----- |
|                         | Partido Socialista             | 263   | 42,83 / 100,00  | 10,97 |
|                         | Partido Social Democrata       | 234   | 38,11 / 100,00  | 9,84  |
|                         | CDS – Partido Popular          | 38    | 6,19 / 100,00   | 1,02  |
|                         | Coligação Democrática Unitária | 23    | 3,75 / 100,00   | 0,66  |
|                         | Bloco de Esquerda              | 16    | 2,61 / 100,00   | 1,65  |
|                         | Outros                         | 23    | 3,74 / 100,00   |       |
| Votos Inválidos         | Votos Inválidos                | 17    | 2,76 / 100,00   | 1,09  |
| Total                   | Total                          | 614   | 100,00 / 100,00 |       |
| Eleitorado/Participação | Eleitorado/Participação        | 947   | 64,84 / 100,00  | 4,79  |

#### Tenões
| Partido                 | Partido                               | Votos | %               | +/-   |
| ----------------------- | ------------------------------------- | ----- | --------------- | ----- |
|                         | Partido Social Democrata              | 326   | 38,31 / 100,00  | 11,76 |
|                         | Partido Socialista                    | 228   | 26,79 / 100,00  | 9,11  |
|                         | CDS – Partido Popular                 | 94    | 11,05 / 100,00  | 1,32  |
|                         | Coligação Democrática Unitária        | 71    | 8,34 / 100,00   | 1,52  |
|                         | Bloco de Esquerda                     | 59    | 6,93 / 100,00   | 4,83  |
|                         | PCTP/MRPP                             | 9     | 1,06 / 100,00   | 0,08  |
|                         | Partido pelos Animais e pela Natureza | 9     | 1,06 / 100,00   | Novo  |
|                         | Outros                                | 11    | 1,30 / 100,00   |       |
| Votos Inválidos         | Votos Inválidos                       | 44    | 5,17 / 100,00   | 2,64  |
| Total                   | Total                                 | 851   | 100,00 / 100,00 |       |
| Eleitorado/Participação | Eleitorado/Participação               | 1 163 | 73,17 / 100,00  | 0,33  |

#### Trandeiras
| Partido                 | Partido                        | Votos | %               | +/-  |
| ----------------------- | ------------------------------ | ----- | --------------- | ---- |
|                         | Partido Social Democrata       | 234   | 46,52 / 100,00  | 7,60 |
|                         | Partido Socialista             | 138   | 27,44 / 100,00  | 8,40 |
|                         | CDS – Partido Popular          | 61    | 12,13 / 100,00  | 0,18 |
|                         | Bloco de Esquerda              | 19    | 3,78 / 100,00   | 3,35 |
|                         | Coligação Democrática Unitária | 18    | 3,58 / 100,00   | 1,08 |
|                         | PCTP/MRPP                      | 6     | 1,19 / 100,00   | 1,00 |
|                         | Outros                         | 17    | 3,38 / 100,00   |      |
| Votos Inválidos         | Votos Inválidos                | 8     | 1,59 / 100,00   | 0,53 |
| Total                   | Total                          | 503   | 100,00 / 100,00 |      |
| Eleitorado/Participação | Eleitorado/Participação        | 648   | 77,62 / 100,00  | 1,50 |

#### Vilaça
| Partido                 | Partido                        | Votos | %               | +/-  |
| ----------------------- | ------------------------------ | ----- | --------------- | ---- |
|                         | Partido Social Democrata       | 261   | 45,16 / 100,00  | 7,60 |
|                         | Partido Socialista             | 172   | 29,76 / 100,00  | 8,79 |
|                         | Bloco de Esquerda              | 35    | 6,06 / 100,00   | 2,67 |
|                         | CDS – Partido Popular          | 34    | 5,88 / 100,00   | 0,61 |
|                         | Coligação Democrática Unitária | 25    | 4,33 / 100,00   | 1,11 |
|                         | Outros                         | 24    | 4,16 / 100,00   |      |
| Votos Inválidos         | Votos Inválidos                | 27    | 4,67 / 100,00   | 2,37 |
| Total                   | Total                          | 578   | 100,00 / 100,00 |      |
| Eleitorado/Participação | Eleitorado/Participação        | 830   | 69,64 / 100,00  | 2,88 |

#### Vimieiro
| Partido                 | Partido                        | Votos | %               | +/-   |
| ----------------------- | ------------------------------ | ----- | --------------- | ----- |
|                         | Partido Social Democrata       | 293   | 39,38 / 100,00  | 8,16  |
|                         | Partido Socialista             | 259   | 34,81 / 100,00  | 12,40 |
|                         | CDS – Partido Popular          | 64    | 8,60 / 100,00   | 0,69  |
|                         | Bloco de Esquerda              | 48    | 6,45 / 100,00   | 0,94  |
|                         | Coligação Democrática Unitária | 24    | 3,23 / 100,00   | 0,27  |
|                         | Outros                         | 20    | 2,68 / 100,00   |       |
| Votos Inválidos         | Votos Inválidos                | 36    | 4,84 / 100,00   | 2,89  |
| Total                   | Total                          | 744   | 100,00 / 100,00 |       |
| Eleitorado/Participação | Eleitorado/Participação        | 1 065 | 69,86 / 100,00  | 4,63  |